# Erica Coppey
Erica Coppey (Etterbeek, 8 september 1991) is een Belgisch hockeyspeelster. 

## Levensloop
Ze speelt voor Braxgata als middenvelder. In januari 2009 ontving ze de gouden stick in de categorie beloften meisjes. In juli 2010 kreeg ze op het Europees kampioenschap voor -21 jaar de prijs van beste speelster.
Met de Belgische vrouwenhockeyploeg plaatste ze zich voor de Olympische Zomerspelen 2012. 
Coppey is studente geneeskunde aan de Vrije Universiteit Brussel.